# Charles Brooks Smith
Charles Brooks Smith (* 24. Februar 1844 in Elizabeth, Wirt County, Virginia; † 7. Dezember 1899 in Parkersburg, West Virginia) war ein US-amerikanischer Politiker. Zwischen 1890 und 1891 vertrat er den vierten Wahlbezirk des  Bundesstaates West Virginia im US-Repräsentantenhaus.

## Werdegang
Charles Smith wurde 1844 in dem Ort Elizabeth geboren, der damals noch zu Virginia gehörte, seit 1863 aber im neu gegründeten Staat West Virginia liegt. Er erhielt in Parkersburg eine private Schulausbildung. Seit dem 1. März 1864 nahm er als Soldat der Unionsarmee am Bürgerkrieg teil. Dort erreichte er bis zu seiner ehrenhaften Entlassung aus dem Militärdienst den Rang eines Leutnants. Nach dem Krieg wurde Smith im Handel tätig. Politisch schloss er sich der Republikanischen Partei an. Im Jahr 1875 war er bei der Verwaltung des Wood County als Registrator (Recorder) angestellt. Ein Jahr später war er Mitglied im Stadtrat von Parkersburg und zwischen 1878 und 1880 war er Bürgermeister dieser Stadt. Von 1880 bis 1884 fungierte er als Sheriff und Kämmerer im Wood County. Im Jahr 1888 war er Delegierter zur Republican National Convention in Chicago, auf der Benjamin Harrison als Präsidentschaftskandidat der Republikaner nominiert wurde.
1888 kandidierte Smith für das US-Repräsentantenhaus in Washington. Dabei unterlag er dem Demokraten James M. Jackson, der sein Mandat im Kongress am 4. März 1889 antrat. Smith legte aber gegen das Wahlergebnis Widerspruch ein. Nachdem diesem Einspruch stattgegeben worden war, konnte er am 3. Februar 1890 das Mandat von Jackson übernehmen und die laufende Legislaturperiode bis zum 3. März 1891 als Kongressabgeordneter beenden. Bei den regulären Wahlen des Jahres 1890 unterlag Smith dann dem demokratischen Kandidaten James Capehart.
Nach dem Ende seiner Zeit im Kongress wurde Smith in der Versicherungsbranche tätig. Dabei spezialisierte er sich auf Feuerversicherungen. Er starb am 7. Dezember 1899 in Parkersburg und wurde dort auch beigesetzt.